# 图拉罗塔县
圖拉羅塔縣（英語：Tualauta County）是美屬薩摩亞西區的一個縣。它是美屬薩摩亞面積最大且人口最多的縣。該縣在美屬薩摩亞參議院擁有兩個席位，在美屬薩摩亞眾議院擁有兩個席位。 圖拉羅塔縣面積9.91平方英里。
截至2015年，圖拉羅塔縣有居民19,519人。

## 人口統計
圖阿拉烏塔縣首次的人口記錄始於1912年的特別人口普查。從1920年開始，每十年進行一次定期人口普查。